# Vaporwave

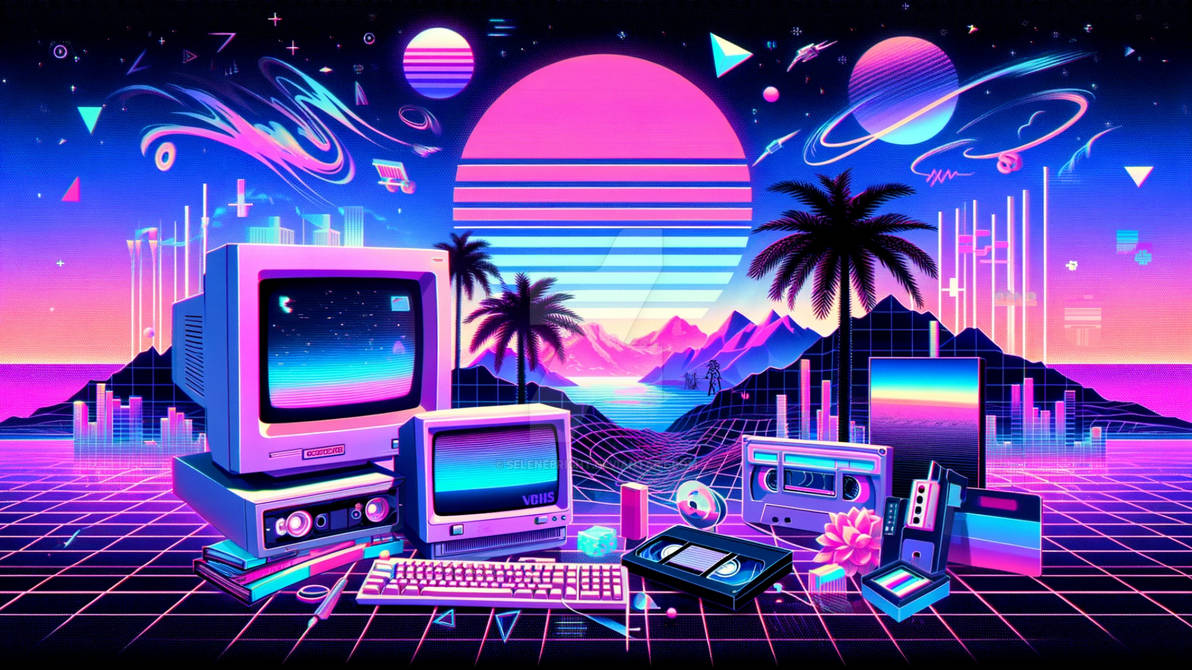
Одно из визуальных оформлений к музыке в жанре вейпорвейва

Вейпорвейв (англ. vaporwave) — микрожанр электронной музыки, который появился в начале 2010-х годов и распространялся на следующие несколько лет среди различных интернет-сообществ. Он характеризуется ностальгическим или сюрреалистическим видением ретрокультурной эстетики (чаще всего, 1980-х и 1990-х годов) с её развлечениями, технологиями, культурой потребления, рекламой и многими стилями корпоративной и популярной музыки, таких как лаунж, смуф-джаз и музыка в лифте. Семпл является распространённой техникой в рамках жанра. Часто семплы имеют замедленный темп и пониженный тон, изменённый иногда в классическом стиле chopped and screwed.
В визуальном оформлении исполнители часто используют такие образы, как классические скульптуры, веб-дизайн 1990-х годов, низкополигональные компьютерные рендеры, глитч-арт, видеомагнитофон, кассеты,Ретро мониторы, восточно-азиатское искусство и киберпанк. Визуальный стиль vaporwave, как видно из обложек альбомов и видеороликов, обычно называют эстетичным (название часто стилизуется как ＡＥＳＴＨＥＴＩＣＳ с полноширинными символами).
Многие музыканты в рамках жанра считали, что главным его элементом является сатирическое, но не обязательно критическое суждение потребительского капитализма и массовой культуры. В русскоязычных фан-сообществах название «вейпорвейв» намеренно коверкается и произносится как «вапорвейв». В названиях треков и альбомов часто специально нарушаются правила грамматики, пунктуации и орфографии.

## История
Вейпорвейв возник как интернет-стиль, отделившийся от работ артистов в стиле гипнагоджик-поп (такие артисты, как Ариэль Пинк и Джеймс Ферраро). Альбом Дэниела Лопатина Chuck Person's Eccojams Vol. 1 2010 года выпуска, Far Side Virtual Джеймса Ферраро и Floral Shoppe от Macintosh Plus часто называют ключевыми для развития данного жанра. Стиль получил новый виток поджанра вейпортрэп, когда в 2012 году Blank Banshee добавил трэп-ударные. Альбом от Saint Pepsi 2013 года Hit Vibes впервые создал поджанр фьюче-фанк, использованный в 2014 году музыкантами Macross 82-99 и Yung Bae.
В 2015 году журнал Rolling Stone описал группу 2814 как одного из «10 исполнителей, которых нужно знать» со ссылкой на их альбом Atarashii Hi no Tanjō (яп. 新しい日の誕生 — «Рождение нового дня»). В том же году альбом I’ll Try Living Like This от death’s dynamic shroud.wmv стал пятнадцатым в списке «50 лучших альбомов 2015 года».
В 2015 году MTV использовали ребрендинг, сильно вдохновлённый вейпорвейвом и сипанком, а Tumblr запустил Tumblr TV, явно вдохновлённый стилем MTV 90-х.
В 2021 году был снят первый полнометражный документальный фильм про этот стиль музыки «Vaporwave. Жанр которого нет». В фильме рассказывается об истоках жанра и исследуется связь этого направления с ностальгией и аудиопиратством.

## Интерпретации
Вейпорвейв был описан как «деградация коммерческой музыки» в попытке выявить «ложные обещания» капитализма. Музыкант Адам Харпер из Dummy Mag описывает вейпорвейв как «ироническую сатиру на акселерационизм», отмечая, что название «vaporwave» является намёком на vaporware и идею либидинозной энергии подвергаться беспощадной сублимации при капитализме.
Критик Саймон Рейнольдс охарактеризовал альбом Chuck Person's Eccojams Vol. 1 как «относящейся к культурной памяти и похороненном утопизме в капиталистических товарах — особенно тех, которые связаны с потребительскими технологиями в вычислительной и аудио/видеоразвлекательной зоне». Jouhou Desuku Virtual (яп. 情報デスクVIRTUAL, «Виртуальный рабочий стол»), один из псевдонимов Vektroid, описывает свой альбом Contemporary Sapporo (札幌コンテンポラリー, «Современный Саппоро») как «краткий взгляд на новые возможности международного общения» и «пародию на американский контекстуализм Азии где-то 1995 года».
Музыкальный педагог Графтон Таннер в своей книге 2016 года «Babbling Corpse: Vaporwave and the Commodification of Ghosts» утверждал, что «вейпорвейв — это художественный стиль, который стремится изменить наши отношения с электронными СМИ, заставляя признать неосведомлённость вездесущей технологии». Далее, он утверждает: «Вейпорвейв — это межвременная и межпространственная музыка, потому что она скептически относится к тому, что́ потребительская культура сделала с пространством и временем». В 2016 году в своём обзоре альбома Hologram Plaza в поджанре вейпорвейва моллсофт от Disconscious Дилан Килби из Sunbleach заявил, что «происхождение моллсофта лежит в самых ранних концепциях вейпорвейва, где концепции торговых центров как больших, бездушных пространств потребительства упоминались в качестве средства для изучения социальных последствий капитализма и глобализации, но такой подход за последние несколько лет изменился в сторону чисто звукового исследования/выражения».

## Ответвления и поджанры

### Моллсофт
Моллсофт (англ. mallsoft) появился в середине 2010 года. Создан по ретромотивам торговых центров 80-х — 90-х годов XX века. Часто основанный на корпоративной лаунж-музыке, он призван вызвать в воображении слушателя образы гипермаркетов, продуктовых магазинов, вестибюлей и других мест общественной торговли.

### Фьюче-фанк
Фьюче-фанк (англ. future funk) — поджанр, вдохновлённый французским хаусом, который расширяет использование элементов диско и хауса. Он включает в себя большую часть тех же визуальных образов, взятых из аниме 1980-х годов, включая «Урусей Яцура», «Гиперпространственная крепость Макросс» и «Сейлор Мун». В музыкальном плане фанк будущего создаётся таким же образом, как и вейпорвейв, — на основе семплов, хотя и с более оптимистичным подходом. Большинство музыкальных фрагментов взяты из японских городских поп-записей 1980-х годов, и этот поджанр привёл к росту популярности сити-попа среди западной аудитории.

### Хардвейпор
Хардвейпор (англ. hardvapour) появился в конце 2015 года как переосмысление вейпорвейва с более мрачными, быстрыми темпами и тяжёлыми звуками. На него повлияли спидкор и габбер; поджанр стремится к противостоянию утопическим настроениям, иногда приписываемым вейпорвейву.

### Дримпанк
Дримпанк (англ. dreampunk) появился в середине 2010 года. Название происходит от слова «киберпанк» из-за частого использования воображаемых футуристичных пространств у слушателя благодаря звуковому оформлению, вызывающем ощущение прогулки по городу будущего. Характеризуется акцентом на кинематографическую атмосферу с различными приёмами и техниками электронных жанров, таких как техно, джангл, электро и дабстеп.

### Вейпорэмбиент
Вейпорэмбиент (англ. vaporambient) возник как ответвление вейпорвейва, ориентированное на погружение в плотные звуковые пространства, главным компонентом которых являются полный отказ от танцевальной составляющей и создание атмосферы включённости слушателя в виртуальные миры на основе растянутых и переработанных семплов, долгоиграющих медлительных композиций, вдохновлённых дроун музыкой.